# Wales (Massachusetts)
Pour les articles homonymes, voir Wales.
Wales est une ville du Comté de Hampden dans l’État du Massachusetts.
Elle a été incorporée en 1775.
Sa population était de 1 832 habitants en 2020.